# Richard Blanco
Richard José Blanco Delgado (La Guaira, 21 gennaio 1982) è un calciatore e giocatore di calcio a 5 venezuelano, attaccante del Rayo Zuliano.

## Carriera

### Calcio
Blanco inizia la carriera da calciatore in patria nel Deportivo Galicia, nella Primera División del Campionato venezuelano di calcio, e nel Maritimo, nella Segunda División.
Le sue prestazioni (21 presenze e 40 gol, che permettono al club di raggiungere la Serie B) e il suo passato nel calcio a 11 attirano l'interesse del San Marino Calcio che lo ingaggia per la stagione 2006/2007 per il campionato di Serie C1. La stagione si conclude con la retrocessione per il club e solo 18 presenze, molte da subentrato, con 3 reti per il giocatore, che, risolto il contratto, ritorna in patria.
In Venezuela militò nel Carabobo Fútbol Club, nell'Estrella Roja Fútbol Club e nel Deportivo Italia. Ottiene anche la convocazione per la Nazionale, con cui esordisce in un'amichevole contro l'Angola, terminata 0-0.

### Calcio a 5
Durante la sua militanza in Italia ha giocato nella serie C regionale di Lazio ed Emilia-Romagna con Albano e San Marino. Inoltre, è stato convocato dalla Nazionale maschile di calcio a 5 del Venezuela.